# Pyrrhobryum medium
Pyrrhobryum medium là một loài rêu trong họ Rhizogoniaceae. Loài này được (Besch.) Manuel mô tả khoa học đầu tiên năm 1980.